# الهمبرا (فونیکس)
الهمبرا، فونیکس (به انگلیسی: Alhambra, Phoenix) یک منطقهٔ مسکونی در ایالات متحده آمریکا است که در آریزونا واقع شده‌است.